# Mysteryland
Mysteryland é um festival de música eletrônica produzido pela ID&T, sediado na Holanda e realizado anualmente. Teve seu início em 1993. Atualmente, edições são realizadas também nos Estados Unidos e no Chile. O festival dura 3 dias, iniciando com uma pré festa na sexta e mais dois dias de eventos principais, que vão de sábado a domingo.
O evento costuma reunir artistas de sucesso, bem como Kaskade, Dillon Francis, Nicky Romero, Steve Aoki, Moby, Hardwell, Armin Van Buuren, Tiesto, Martin Garrix, Sander Van Doorn entre outros. E realiza apresentações de gêneros variados da música eletrônica, e também com artistas de outros gêneros da música.